# Генкин, Дмитрий Михайлович
Дмитрий Михайлович Генкин (7 [19] сентября 1884, Калуга — 24 января 1966, Москва) — русский и советский учёный-правовед, доктор юридических наук, профессор МГУ, заслуженный деятель науки РСФСР.

## Биография
Родился 7 (19) сентября 1884 года в Калуге. Его отец был земским врачом, а мать — учительницей. В 1892 году семья переехала в Москву.
Учился сначала в 6-й Московской гимназии, затем — в 5-й Московской гимназии. С 1900 года под псевдонимом Брагин принимал активное участие в организации и работе антигосударственных полуподпольных марксистских молодёжных кружков. В 1902 году окончил 5-ю Московскую гимназию (по другим сведениям он окончил 6-ю гимназию в 1903 году) и поступил на медицинский факультет Московского университета, однако в 1904 году был исключён за участие в организации забастовок на фабриках и заводах Москвы и Орехово-Зуево и ведение пропаганды среди солдат. В 1905 году восстановился, но уже на юридическом факультете Московского университета, который окончил в 1909 году с дипломом 1-й степени. С 1906 года занимался развитием профсоюзного движения, был организатором Московских профсоюзов портных и булочников, а также членом бюро Музея содействия труду.
С 1 января 1910 года он был оставлен при кафедре торгового права университета, сроком на два года, для подготовки к профессорскому званию. В это время он стал преподавать в Московском коммерческом институте (с которым был связан до конца своих дней), где вёл занятия по гражданскому праву.
Подготовка магистерской диссертации в Московском университете была сорвана в 1911 году из-за его ухода из университета в связи с делом Кассо. Магистерские экзамены были им сданы в Казанском университете, после чего он получил звание магистра и был утверждён сверхштатным доцентом по кафедре торгового права Московского коммерческого института, 1913 года — штатным доцентом.
В период с 1912 по 1914 годы в Лейпциге он работал над диссертацией «Относительная недействительность сделок», которая была частично опубликована, но не была защищена.
В 1918 году становится профессором и заведующим кафедрой гражданского права Московского института народного хозяйства, а затем был ректором этого института (1919—1921 или 1920—1923). Также читал курс лекций на факультете общественных наук Московского университета (1918/1919 уч. год) и, одновременно, был профессором профессором Московского промышленно-экономического института (1922—1930), Всесоюзной академии внешней торговли, председателем Внешнеторговой арбитражной комиссии, консультантом правового отдела ВЦСПС. Также он принимал деятельное участие в работе по созданию первого Трудового кодекса 1922 года.
В период с 1921 по 1936 годы Д. М. Генкин работал в рамках системы промысловой кооперации, написал ряд книг и статей. В 1936 году был утверждён в степени кандидата государственно-правовых наук без защиты диссертации. В 1939 году защитил докторскую диссертацию на тему: «Правовое регулирование труда в промысловой кооперации», в которой много внимания уделил сущности трудового права и его соотношению с правом гражданским.
С 1938 года работал во Всесоюзном институте юридических наук, в должности старшего научного сотрудника, а затем — заведующего сектором гражданского права. С его активным участием был разработан проект Гражданского кодекса СССР (впоследствии Основ гражданского законодательства Союза ССР и союзных республик), подготовлены научные труды и учебники в области гражданского права.
В 1941—1942 годах, во время эвакуации, состоял членом Верховного суда Башкирской АССР. Научным результатом этой деятельности стала, написанная в соавторстве с В. И. Серебровским и Г. К. Москаленко, книга «Судебная практика по гражданским делам в период войны» (М., 1943). Им была также написана статья «Великая Отечественная война и вопросы гражданского права». В ноябре 1944 года он был награждён орденом «Знак Почёта»; в 1945 году Д. М. Генкину было присвоено почётное звание «Заслуженный деятель науки РСФСР».
В 1944 году он вновь был назначен заведующим сектором гражданского права во Всесоюзном институте юридических наук, в 1952—1953 гг. занимал должность заведующего сектором гражданского права и процесса. Также он заведовал кафедрой гражданского права во Всесоюзной академии внешней торговли и работал над вопросами гражданского и торгового права иностранных государств и международного частного права — под его редакцией и при его участии был подготовлен вышедший в 1955 году сборник статей «Правовые вопросы внешней торговли с европейскими странами народной демократии».
Умер в Москве 24 января 1966 года. Похоронен на Ваганьковском кладбище (13 уч.).

## Научное творчество
Д. М. Генкиным было написано около 200 работ по теории гражданского права, правовым вопросам внешней торговли, правовому регулированию деятельности промышленных предприятий.
Он был одним из инициаторов дискуссии о системе советского права и месте в нём гражданского права, в которой с довоенного периода до первой половины 1950-х годов его позиция менялась. Вначале он исходил из того, что право подлежит делению на отрасли «в зависимости от тех сторон общественной жизни, которые эти отрасли права призваны регулировать», а не от метода правового регулирования, так как особенности последнего, как он полагал, «относятся к надстроечным явлениям». Впоследствии он стал утверждать, что метод правового регулирования имущественных отношений, обусловливаемый предметом регулирования, выступает дополнительным критерием определения области гражданского права. И соответственно, в сферу гражданского права входят исключительно имущественные отношения, возникающие в связи с эквивалентным гражданским обменом, участники которых находятся в равном друг другу положении. Это отличает их от административно-правовых отношений, в которых одна сторона, как правило, подчинена другой. Имущественные отношения, связанные с иными общественными отношениями, не могут быть разделены и по этой причине регулируются другими отраслями права — трудовым и семейным.
Имущественные отношения, не находящиеся прямо или косвенно под воздействием закона стоимости и принципа эквивалентности (например, земля, финансы), по мнению Генкина, регулируются не гражданским, а иными отраслями права.
В своей монографии «Право собственности в СССР» он выдвинул тезис о том, что право собственности не может быть охарактеризовано как присвоение, так как оно является не самим присвоением (производством), а его условием. По его мнению, правомочия владения, пользования и распоряжения в социалистическом обществе в разных формах собственности различны, что означает перенесение при переходе права собственности лишь титула этого права, а не его содержания.
Немалый интерес представляют взгляды Д. М. Генкина по проблеме соотношения права собственности государства и правомочий государственных организаций на закреплённое за ними имущество. Первоначально он отстаивал точку зрения о том, что правомочия владения, пользования и распоряжения, осуществляемые государственной организацией — юридическим лицом — по отношению к закреплённому за ней имуществу, являются формой деятельности государства в обороте, обусловленной действием в обществе закона стоимости. Государственные органы — юридические лица не могут обладать никакими правомочиями, не присущими самому государству, так как такое обладание в итоге могло бы привести к противопоставлению государственного органа государству.
После принятия Основ гражданского законодательства 1961 года, признавших за организациями права владения, пользования и распоряжения имуществом на началах оперативного управления, это право оперативного управления стало трактоваться им как субъективное право, заключающееся в осуществлении субъектом принадлежащих ему правомочий, в частности правомочий организации по владению, пользованию и распоряжению закреплённым за ней имуществом. Право оперативного управления, так же как и право собственности, выступает абсолютным правом, но если правомочия собственника имеют независимый характер, то право оперативного управления производно и зависимо от права собственности. Воля организации, имеющей имущество на праве оперативного управления, в гражданских отношениях ограничивается волей образовавшего её собственника.
Также если правомочия государства как собственника могут быть реализованы на основе норм различных отраслей права, то правомочия из права оперативного управления направлены преимущественно на осуществление гражданско-правовых отношений.
Исследуя право личной собственности в СССР, Генкин указывал на её потребительский характер и производность от социалистической собственности. При этом нормы гражданского права, очерчивающие пределы обладания имуществом гражданами, он трактовал не как ограничение, а как определение содержания права личной собственности.
Немалую ценность представляет его классификация субъективных прав и суждения о природе права собственности.
Все субъективные права делятся им на три группы. В первую входят те, которые возникают непосредственно из нормы права и существуют вне правоотношения (политические права). Во вторую те, которые хотя и возникают при наличии юридического факта, но существуют вне правоотношения (абсолютные права). Как абсолютное субъективное право Д. М. Генкин определял право собственности. И в третью группу им включались субъективные права, возникающие с наступлением юридического факта и существующие в правоотношении (относительные права, в том числе и право кредитора в обязательстве).
Специфика абсолютных субъективных прав, в том числе права собственности, по мнению Д. М. Генкина, состоит в том, что в них право может быть одновременно и обязанностью, что невозможно в относительных субъективных правах.
Разрабатывая вопрос о природе юридического лица, Д. М. Генкин отмечал, что юридическое лицо как социальная реальность не может отождествляться с коллективом.
Он исходил из того, что внешнее единство юридического лица отнюдь не требует его внутреннего единства и различия в нём не должны влиять на вопрос о правосубъектности организации. Из этого вытекало, что юридическими лицами могут быть признаны и организации, собственность которых вовне выступает как единая, а внутри — как общая (долевая или совместная собственность).
Обращаясь к проблеме ответственности за ущерб, причинённый неисполнением обязательств, Д. М. Генкин отмечал, что освобождение от ответственности, то есть признание, что ущерб произошёл не по вине должника, а в результате «случая» (казуса), должно основываться на объективном критерии — объективной мере заботливости, которую должник в данных конкретных условиях должен был проявить.
Он предпринял попытку разграничить казус и непреодолимую силу на основе философского деления причинных связей на необходимые и случайные. Если казус означает отсутствие какой-либо вины (вина и казус находятся в ряду необходимой причинности), то непреодолимая сила связана с понятием случайной причинности. При этом, отмечал Д. М. Генкин, по мере познания и активного воздействия на природу человека «случайно-причинённое может оказаться впоследствии необходимо-причинным, а в связи с этим то, что в своё время считалось непреодолимой силой, может быть в дальнейшем отнесено к понятию простого случая или даже к вине».
Значительное в научной деятельности Д. М. Генкина занимают исторические исследования. Так, его перу принадлежит глава в книге «История советского гражданского права», которую он посвятил истории законодательства о собственности. Он поделил её на две фазы, в первой из которых ещё сохраняются различные виды собственности, во второй — господствующим видом собственности уже признаётся социалистическая собственность. При этом вся история права собственности в СССР за отмеченный период распадается на следующие этапы:
- завоевание Советской власти;
- Гражданская война и интервенция;
- переход на мирную работу по восстановлению народного хозяйства;
- социалистическая реконструкция народного хозяйства;
- период завершения строительства социалистического общества и проведения сталинской конституции;
- период Великой Отечественной войны и послевоенного социалистического строительства.

Этап особенностей развития законодательства о собственности в период проведения Великой Октябрьской социалистической революции Д. М. Генкин видит прежде всего в национализации земли, недр, лесов и вод, крупной и средней промышленности, банков, транспорта, недвижимости в городах, некоторых торговых предприятий, установлении монополии внешней торговли и ряда важнейших отраслей внутренней торговли, установления контроля местных самоуправлений над городской торговлей, продовольствием и предметами первой необходимости, учёте этой торговли и руководства ею.
Законодательство о собственности периода иностранной военной интервенции и Гражданской войны отличалось закреплением основ личной собственности граждан, имеющей целью удовлетворение личных потребительских нужд граждан, собственности, связанной с социалистической собственностью.
Законодательство о собственности периода перехода на мирную работу по восстановлению народного хозяйства допустило в определённых пределах и под контролем государства капиталистическую частную собственность, но при этом сохранило государственную социалистическую собственность и заложило основы развития кооперативной собственности. Также в нормативных правовых актах было отражено единство фонда государственной социалистической собственности, принадлежность кооперативной социалистической собственности каждой кооперативной организации и постепенное превращение частной собственности граждан в личную собственность лишь на средства потребления.
Законодательство о собственности в период социалистической реконструкции народного хозяйства было ориентировано на укрепление и дальнейшие права социалистической собственности в двух формах: государственной и кооперативно-колхозной и окончательное превращение права частной собственности граждан в право личной собственности граждан на средства потребления. Существенные изменения по сравнению с предыдущими этапами произошли в области права личной собственности. Так, фактически перестали действовать положения, отчасти допускавшие предпринимательскую частную собственность. Была запрещена организация магазинов и лавок, запрещена деятельность перекупщиков, исключена частная собственность в промышленности, ликвидирован кулак в сельском хозяйстве.
Законодательство о собственности в период завершения строительства социалистического общества и проведения сталинской конституции основывается на закреплении социалистической собственности, имеющей формы либо государственной собственности, либо кооперативно-колхозной собственности, а также личной собственности граждан и личной собственности колхозного двора.
Законодательство о собственности периода Великой Отечественной войны и послевоенного социалистического строительства в основном имело характер административно-плановых постановлений по перебазированию производства, созданию новых предприятий, регулированию производства и распределению продукции. Также была усилена ответственность за посягательство на социалистическую собственность. В частности, кроме уголовной была установлена повышенная материальная ответственность за хищения, недостачи и злоупотребления товарами.
Д. М. Генкин вёл обширную работу по переводу иностранной цивилистической литературы. Совместно с И. Б. Новицким он подготовил русский перевод первого тома известного Курса германского гражданского права Л. Эннекцеруса (1949—1950). По его инициативе, под его редакцией и предисловиями вышли на русском языке «Сборник нормативных актов по гражданскому праву Болгарии» (1952) и учебник гражданского права ГДР (1959).
Всего Д. М. Генкиным было написано около 200 работ различного профиля. Наиболее значимые из них:
- Сборник статей по гражданскому и торговому праву, Москва, 1915

- Вопросы гражданского и трудового права периода Великой Отечественной войны, Москва, 1944

- Некоторые вопросы теории права собственности, 1959

- Советское гражданское право: Учебник для юридических школ, Москва, 1950

- Значение применения института юридического лица во внешнем и внутреннем товарообороте, Москва, 1955

- Право собственности в СССР, Москва, 1961

- Правовые вопросы хозяйственного расчёта государственных промышленных предприятий, Москва, 1966

- Судебная практика по гражданским делам в период войны, Москва, 1943

- Советское трудовое право, Москва, 1946

- Колхозное право, Москва, 1947

- История советского гражданского права 1917—1947, Москва, 1949

- Гражданское право стран народной демократии, Москва, 1958.